# Villedubert
Villedubert – miejscowość i gmina we Francji, w regionie Oksytania, w departamencie Aude. Przez miejscowość przepływają rzeki Aude i Orbiel.
Według danych na rok 1990 gminę zamieszkiwało 276 osób, a gęstość zaludnienia wynosiła 91 osób/km² (wśród 1545 gmin Langwedocji-Roussillon Villedubert plasuje się na 644. miejscu pod względem liczby ludności, natomiast pod względem powierzchni na miejscu 1088.).